# Цисгендерність
Цисґендерність (від лат. cis — односторонній й англ. gender — стать, ґендер) — це термін, що позначає людей, чия ґендерна ідентичність збігається з біологічною статтю. Соціологи Христина Шив і Лорел Вестбрук визначають цисгендерність як «визначення для тих індивідуумів, у яких гендер, отриманий при народженні, тіло і власна ідентичність збігаються». Протилежність до терміна «трансґендер».

## Етимологія та термінологія
Німецький сексолог Фолькмар Зігуш використовував неологізм cissexual (zissexuell німецькою мовою) у публікаціях. У своєму нарисі 1998 року «Неосексуальна революція» він посилається на свою статтю «Transsexuellen und unser nosomorpher Blick» («Транссексуали і наш нозоморфний погляд») 1991 року. Він також використовував цей термін у назві статті 1995 року «Transsexueller Wunsch und zissexuelle Abwehr» (або: «Транссексуальне бажання та цисексуальний захист»).
Джулія Серано дає визначення ціссексуала як «людину, яка не є транссексуалом і яка відчуває себе фізично і психологічно тільки згідно біологічної статі», в той час як цісгендер є трохи більш вузьким терміном для тих, хто не ідентифікує себе як трансгендер. Згідно Джесіці Кадвальдер, ціссексуал — це «спосіб привернути уваги до норми, якій протиставляється транссексуальність і в якій людина відчуває, що її гендерна ідентичність відповідає тілу / статті».
Терміни «cisgender» і «cissexual» були використані в статті 2006 року в журналі «Лесбійські дослідження» і в книзі Серано (2007) Whipping Girl, після чого цей термін набув популярності серед англомовних активістів і вчених.
Хоча деякі вважають, що термін «цисґендерність» є лише політично правильним, науковці використовують цей термін і визнають його значення в трансгендерних дослідженнях з 1990-х років.
У лютому 2014 року компанія Facebook почала пропонувати «індивідуальні» гендерні варіанти, що дозволило користувачам ідентифікувати себе. Серед запропонованих варіантів присутня цисгендерність. Слово «цисгендерність» також було додано до Оксфордського словника у 2013 році.

## Критика
У 2009 році Кріста Скотт Діксон написала «Я віддаю перевагу термін нон-транс всім іншим термінам, на кшталт цісгендера / ціссексуала». Вона дотримується цієї думки, тому що вірить що термін «нон-транс» зрозуміліше для звичайних людей і допоможе нормалізувати трансгендерність.